# La Vie rêvée des anges
La Vie rêvée des anges is een Franse dramafilm uit 1998 die geregisseerd werd door debutant Erick Zonca. Hij werd bekroond met de César voor Beste film 1999 en Élodie Bouchez ontving voor haar hoofdrol de César voor Beste actrice 1999. De film kwam op 9 september 1998 uit in België.

## Verhaal
De film gaat over het leven van twee vrouwen, Isa en Marie. Isa is op zoek naar een vriend en naar wat geld. Ze gaat in Rijsel werken in een naaiatelier en komt 's avonds Marie tegen aan de bushalte. Isa heeft geen slaapplaats voor die nacht en vraagt aan Marie of ze mag blijven slapen. De twee vrouwen leren elkaar steeds beter kennen in hun zoektocht naar de liefde. Dit gaat echter gepaard met vele moeilijke situaties en ruzies.

## Rolverdeling
| Acteur          | Personage            |
| --------------- | -------------------- |
| Élodie Bouchez  | Isabelle 'Isa' Tosin |
| Natacha Regnier | Marie Thomas         |
| Grégoire Colin  | Chris                |
| Patrick Mercado | Charly               |
| Jo Prestia      | Fredo                |